# Крайниченко Петро Тимофійович
Петро Тимофійович Крайниченко (нар. 6 березня 1949, тепер Російська Федерація) — український радянський діяч, вальцетокар Лутугинського заводу прокатних валків Луганської області. Депутат Верховної Ради УРСР 11-го скликання (з 1987 року).

## Біографія
Освіта середня.
Член КПРС.
З 1970-х років — вальцетокар вальцетокарного цеху Лутугинського заводу прокатних валків Ворошиловградської (Луганської) області.
Потім — на пенсії в місті Лутугине Луганської області.

## Нагороди
- ордени
- медалі